# Elmischwang (Fischach)
Elmischwang ist ein amtlich benannter Gemeindeteil des Marktes Fischach im schwäbischen Landkreis Augsburg in Bayern (Deutschland) und gehört zur Gemarkung Wollmetshofen. Aufgrund des dort befindlichen Schlosses trägt der Gemeindeteil die topografische Bezeichnung Schloss. Bei der Volkszählung 1987 wurden 26 Einwohner in zwei Wohngebäuden ermittelt.

## Geografie

### Geografische Lage
Der kleine Gemeindeteil Elmischwang befindet sich etwa 23 Kilometer südwestlich von Augsburg in den Stauden und ist damit ein Bestandteil des Naturparks Augsburg-Westliche Wälder. Dort liegt er östlich der Ortschaft Wollmetshofen an einem sanften Wiesenhang (505 m. ü. NN) im Tal der Neufnach, die von Südwesten kommend in Richtung Fischach weiterfließt. Im Süden schließt sich unmittelbar der bewaldete Schalkenberg (576 m. ü. NN) an. Gegenüber im Norden liegt in geringer Entfernung jenseits der Neufnach der bewaldete Hartenberg (567 m. ü. NN).

### Nachbargemeinden
|                       |                    | Sägmühle und Lehnersberg 640 m |
| Wollmetshofen 500 m   | Kompass            | Fischach 2,5 km                |
| Langenneufnach 2,5 km | Unterrothan 1,4 km | Willmatshofen 2,3 km           |

## Geschichte
Der heutige Gemeindeteil Elmischwang war ursprünglich ein Gutshof, dessen wechselvolle Geschichte sich bis in das 15. Jahrhundert zurückverfolgen lässt. Alte Urkunden aus dieser Zeit dokumentieren eine Zugehörigkeit zum Augsburger Chorherrenstift St. Moritz. Nachgewiesen ist auch der Übergang in den Besitz der Fugger. Die Fugger wohnten allerdings nichts selbst dort, sondern übertrugen die Bewirtschaftung an vermögende Bürger und Handelsmänner. Ein solches Lehen wurde erstmals 1472 von den Fuggern ausgegeben.
Die erste detaillierte Beschreibung des Gutshofes stammt aus dem Jahre 1626. Demnach befand sich auf dem Anwesen ein geräumiges Wohnhaus für die Herrschaft sowie ein weiteres Gebäude für den Verwalter und das Gesinde. Des Weiteren gab es einen Rossstall sowie Ställe für das übrige Vieh und einen Stadel. Mehrere Brunnen stellten die Versorgung mit Frischwasser sicher. Unmittelbar um den ganzen Gutshof herum befand sich ein großer Garten mit einer Fläche von rund 7 Tagewerk. Darüber hinaus gehörten etwa 48 Jauchert Ackerfläche zum Gutshof.
Der Einfall der Schweden während des Dreißigjährigen Krieges hatte auch für den Gutshof Elmischwang schwerwiegende Folgen. So wurde dieser um 1632 geplündert und so beschädigt, dass er noch bis zum Ende des Krieges als baufällige Ruine dastand. 1648 kaufte ein neuer Besitzer das Anwesen. Der Kauf kam jedoch nur aufgrund beträchtlicher Zugeständnisse der Fugger zustande. So verzichteten die Fugger fortan auf sämtliche Abgaben und Verpflichtungen. Lediglich die Jurisdiktion verblieb in den Händen der Fugger. Anschließend wurde die Ruine wieder aufgebaut und zeitweise auch eine Hauskapelle eingerichtet.
Ihren Einfluss auf den Gutshof Elmischwang behielten die Fugger bis 1719. In diesem Jahr beendete ein Befreiungs- und Entlassbrief die fuggersche Jurisdiktion. Das Anwesen wechselte daraufhin in den folgenden Jahrzehnten mehrmals den Besitzer. So gehörte es zunächst ab 1750 dem Domkapitel Augsburg. 1775 übernahmen die Herren von Schnurbein den Gutshof und 1791 kam er durch Erbschaft zu den Herren von Stetten. Ein Feuer wütete 1798 auf dem Gutshof und machte den Neubau des Gutsgebäudes erforderlich.
1803 verloren die Herren von Stetten durch die Mediatisierung ihre Herrschaftsansprüche und 1818 reformierte die Bayerische Regierung zudem die Gebietseinteilung. In diesem Zuge wurde der Gutshof Elmischwang zusammen mit dem Einödhof Sägmühle der Gemeinde Wollmetshofen zugeteilt und dem Landgericht Ursberg unterstellt. Ab 1842 kam die Gemeinde zum Landgericht Zusmarshausen (später Bezirksamt Zusmarshausen). 1876 fällt Elmischwang an das alte fränkische Adelsgeschlecht von Aufseß. Der neue Besitzer lässt 1902 den alten Gutshof abbrechen und an seiner Stelle ein neues Schlossgebäude im Neurenaissancestil mit Jugendstileinfluss errichten. Im Schloss wurde 1948 ein Altenheim eingerichtet, das Ende April 2023 aus wirtschaftlichen Gründen geschlossen wurde.

## Kultur und Sehenswürdigkeiten

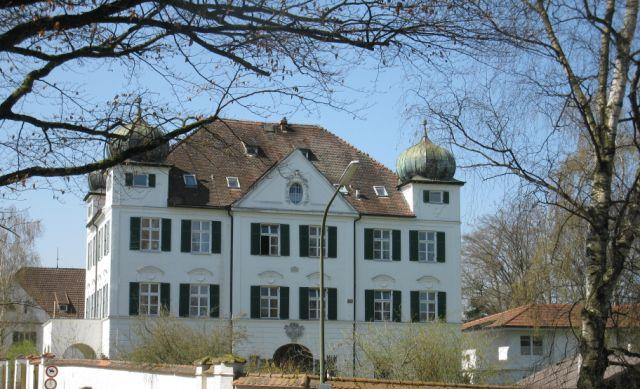
Ansicht Schloss Elmischwang

Prägendes Gebäude von Elmischwang ist das gleichnamige Schloss. 1902/03 neu errichtet, wird es seit 1946 als Altenheim genutzt und ist als Baudenkmal in der Bayerischen Denkmalliste eingetragen. Ihm zugehörig ist das etwas kleinere Forsthaus aus dem Jahre 1900 und ein moderner Erweiterungsbau des Altenheims von 1999/2000.

## Wirtschaft und Infrastruktur
Elmischwang ist über die als Allee angelegte Freiherr-von-Aufseß-Straße (ehemals Bahnhofsstraße) an die Staatsstraße 2026 angebunden. Im Bereich der Einmündung befindet sich eine Bushaltestelle, die regelmäßig von Linien der AVV bedient wird und Elmischwang so mit dem Bahnhof Gessertshausen bzw. der Bahnstrecke Augsburg–Ulm verbindet. Ebenfalls besteht eine Verbindung nach Schwabmünchen.
Unmittelbar nördlich von Elmischwang befindet sich die Bahnstrecke Gessertshausen–Türkheim (Staudenbahn) mit dem nur rund 150 Meter entfernten Haltepunkt Wollmetshofen (früher noch als Bahnhof geführt). Die Bahnstrecke wird gegenwärtig nur am Wochenende in den Sommermonaten von der Stauden-Verkehrs-Gesellschaft für Ausflugsfahrten genutzt.
Darüber hinaus verlaufen durch Elmischwang mehrere örtliche und überörtliche Wander- und Radwege. Dazu zählt auch der Bayerisch-Schwäbische Jakobusweg.